# ژوزف بابینسکی

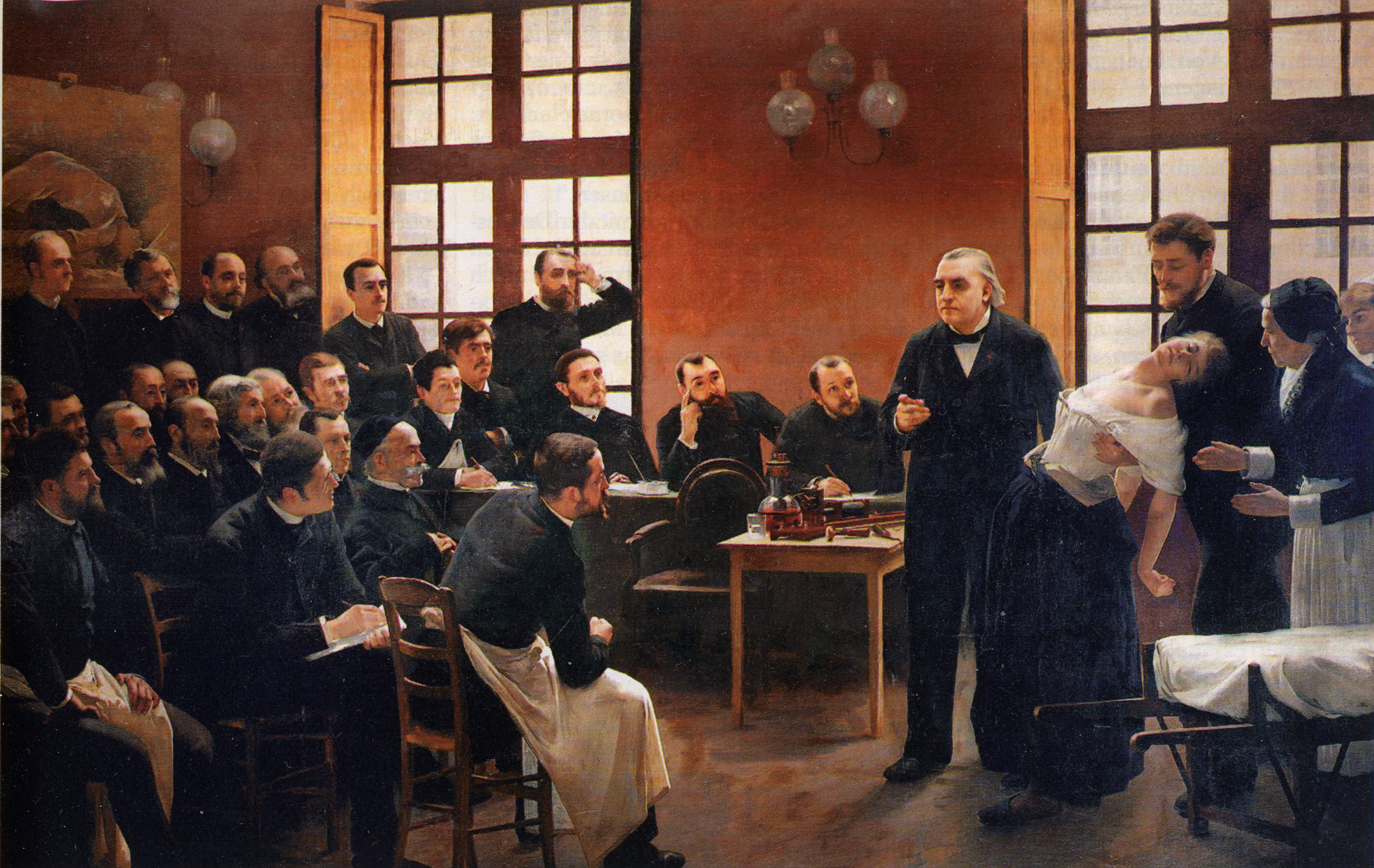
ژان-مارتن شارکو در حال هیپنوتیزم کردنِ یک بیمارِ مبتلا به هیستری در بیمارستان پیتیه-سالپتریر به نام «بلانشه» (بلانشه ویتمن). بابینسکی این بیمار را از پشت نگه داشته‌است. همچنین با تابلوی نقاشی درون این عکس (سمت چپ، روی دیوار) توجه کنید که تصویری مشابه بر روی آن نقش بسته است.

ژوزف ژول فرانسوا فیلیکس بابینسکی (فرانسوی: Joseph Jules François Félix Babinski‎؛ ‏ لهستانی: Józef Julian Franciszek Feliks Babiński؛ ۱۷ نوامبر ۱۸۵۷ – ۲۹ اکتبر ۱۹۳۲) متخصص مغز و اعصاب، و عصب‌شناس لهستانی‌تبار اهل فرانسه بود.
شهرت او به‌واسطهٔ توصیفش رفلکس کف پا در سال ۱۸۹۶ میلادی و ارتباط دادنِ آن به ضایعات مغزی-نخاعی است.
بابینسکی از شاگردانِ محبوب ژان-مارتن شارکو در بیمارستان پیتیه-سالپتریر بود.
وی همچنین برندهٔ جوایزی همچون مدال لژیون دونور شده‌است.

## اصطلاحات پزشکی مرتبط با نام او
- علامت بابینسکی یک رفلکس غیرطبیعی در کف پا که نشانه‌ای از آسیب به راه‌های هرمی مغز است.
- سندرم آنتون-بابینسکی انکار نابینایی در افرادی که حقیقتاً دچار کوری کورتکسی هستند
- سندرم بابینسکی–ناژوت یک بیماری نادر و تناوبیِ ساقه مغز